# Línea Bolshaya Koltsevaya (Metro de Moscú)

Mapa geográfico que muestra la ruta aproximada de la Línea Gran Circular (en turquesa) y sus conexiones con las líneas existentes del Metro de Moscú.

La Línea Bolshaya Koltsevaya (del ruso: Большая кольцевая линия), también referida como la Línea Gran Circular, será una línea circular del Metro de Moscú. Está previsto que sea una tercera línea circular que se extiende fuera de las líneas existentes del Koltsevaya y la Circular Central.
La primera sección de la línea se abrió el 26 de febrero de 2018 con la terminación esperada de la etapa final en 2022. 
Cuando se complete, la línea incluirá 31 estaciones, incluidas tres de la Línea Kajóvskaya. 
La ciudad en noviembre de 2017 estimó el costo total del proyecto en 501 mil millones de rublos. Esto se debió a estimaciones anteriores de 378.9 mil millones de rublos
Anteriormente conocido como Tercer Contorno de Intercambio, la ciudad adoptó "Línea Gran Circular" como el nombre oficial de la línea después de una votación a través del portal web "Active Citizen"